# Теракт в Пешаваре (2013)
Террористический акт в Пешаваре 22 сентября 2013 года — террористический акт в городе Пешавар провинции Хайбер-Пахтунхва Пакистана, который был осуществлён двумя террористами-смертниками в местном христианском храме (Церкви всех святых). В результате теракта было убито от 80 до 83 человек, ещё 130 были ранены. Террористический акт стал самой масштабной атакой на христиан Пакистана за всю историю страны.

## Ход событий
События теракта начались после того, как два террориста-смертника выстрелили в двух охранников при входе, убив одного из них. После того как террористы были остановлены местной полицией, один из смертников подорвал бомбу, тогда как второй вошёл в церковь и взорвал бомбу в здании церкви. По другим свидетельствам, взрыв произошёл в момент, когда посетители церкви собрались на лужайке у церкви для получения бесплатной еды. Из-за силы взрыва в здании церкви возникли отверстия, было выбито стекло из соседних построек. Тела смертников были быстро опознаны и отправлены на экспертизу. В свои одежды террористы поместили шесть килограммов взрывчатки.

## Причастность к теракту
Ответственность за террористический акт взяла на себя исламистская группировка Джунуд Аллах, связанная, в свою очередь, с группировкой Техрик-и-Талибан Пакистан. Её члены сообщили, что нападения на христиан и других представителей немусульманских конфессий Пакистана происходят по той причине, что они, по мнению членов организации, являются врагами ислама и что эти акции не прекратятся, пока имеют место атаки беспилотных самолётов США на Пакистан . Между тем сама организация Техрик-и-Талибан Пакистан заявляет, что не имеет отношения к террористическому акту и вообще не связана с организацией Жундала.

## Реакция пакистанских христиан
Христиане, проживающие в окрестных местах неподалёку от церкви, вышли на импровизированную акцию протеста, в ходе которой сжигались шины, а сами участники выкрикивали лозунги. В районе Кага Гейт, в котором расположены многочисленные другие церкви, были закрыты магазины. Акции с целью осуждения террористического акта также состоялись в Карачи, Лагоре, Мултане и других городах; в Карачи произошли столкновения рассерженных демонстрантов с полицией. Христианские общины Пакистана начали оплакивать, по их мнению, «смерть в будущем пакистанских христиан», поводом для чего стала ещё и серия недавних нападений.

## Реакция пакистанских властей
Премьер-министр страны Наваз Шариф осудил данный теракт, отметив, что террористы не имеют религиозных различий и что атаки на невинных людей противоречат учениям ислама. 

## Реакция в России
По факту теракта Владимир Путин выразил соболезнования премьер-министру Пакистана Мохаммаду Навазу Шарифу. Свои соболезнования премьер-министру Исламской Республики Пакистан Мохаммаду Навазу Шарифу выразил Святейший Патриарх Московский и всея Руси Кирилл.